# أنطونيو أليس
أنطونيو أليس (بالإسبانية: Antonio Alice) هو رسام أرجنتيني، ولد في 23 فبراير 1886 في بوينس آيرس في الأرجنتين، وتوفي بنفس المكان في 24 أغسطس 1943.